# Муравейник (Челябінська область)
Муравейник (рос. Муравейник) — селище у Агаповському районі Челябінської області Російської Федерації.
Входить до складу муніципального утворення Жёлтинское сільське поселення. Населення становить 285 осіб (2010).

## Історія
Від 18 січня 1935 року належить до Агаповського району Челябінської області, утвореного спочатку у складі Магнітного округу.
Згідно із законом від 26 серпня 2004 року органом місцевого самоврядування є Жёлтинское сільське поселення.

## Населення
| 2002 | 2010 |
| ---- | ---- |
| 326  | ↘285 |